# Dekanat Katowice-Załęże
Dekanat Katowice-Załęże – jeden z 37 dekanatów katolickich w archidiecezji katowickiej. Liczy on około 72 200 katolików skupionych w 8 parafiach, które swoim zasięgiem obejmują północne dzielnice Katowic (Załęże, Os. Witosa, Os. Tysiąclecia, Dąb i Wełnowiec-Józefowiec), a także Załęską Hałdę-Brynów, położoną w zespole dzielnic zachodnich. Powołany w 1987 (w latach 1987-1998 nosił nazwę Katowice-Zachód)
Siedzibą dekanatu jest parafia św. Józefa, położona w katowickiej dzielnicy Załęże.

## Parafie dekanatu
| Nazwa parafii                                                  | Dzielnica            | Rok powołania | Liczba wiernych | Liczba kapłanów | Zdjęcie kościoła parafialnego |
| -------------------------------------------------------------- | -------------------- | ------------- | --------------- | --------------- | ----------------------------- |
| Św. Jana i Pawła Męczenników                                   | Dąb                  | 1894          | 6 735           | 3               |                               |
| Św. Józefa Robotnika                                           | Wełnowiec-Józefowiec | 1925          | 11 893          | 4               |                               |
| Podwyższenia Krzyża Świętego i św. Herberta                    | Osiedle Witosa       | 1982          | 13 850          | 4               |                               |
| Podwyższenia Krzyża Świętego i Matki Bożej Uzdrowienia Chorych | Osiedle Tysiąclecia  | 1981          | 17 100          | 4               |                               |
| Matki Boskiej Piekarskiej                                      | Osiedle Tysiąclecia  | 1985          | 7 000           | 3               |                               |
| Najświętszej Maryi Panny Wspomożenia Wiernych                  | Wełnowiec-Józefowiec | 1921          | 3 900           | 2               |                               |
| Świętych Cyryla i Metodego                                     | Załęska Hałda-Brynów | 1945          | 638             | 1               |                               |
| Św. Józefa                                                     | Załęże               | 1896          | 11 100          | 7               |                               |